# کاروانسرای گراش
کاروانسرای گراش مربوط به متاخر دوران‌های تاریخی پس از اسلام است و در سه کیلومتری جدید لار واقع شده و این اثر در تاریخ ۲ آبان ۱۳۸۲ با شمارهٔ ثبت ۱۰۵۰۶ به‌عنوان یکی از آثار ملی ایران به ثبت رسیده است.